# Fürchtet euch nicht! – Das Leben Papst Johannes Pauls II.
Der Film Fürchtet euch nicht! – Das Leben Papst Johannes Pauls II. erzählt in biografischer Form die Lebensgeschichte des 2005 verstorbenen Oberhaupts der römisch-katholischen Kirche, Papst Johannes Paul II. Der Titel ist Teil des berühmten Appells in seiner ersten Predigt als Papst am 22. Oktober 1978: „Fürchtet euch nicht! Öffnet die Tore für Christus!“

## Handlung
Die Handlung des Films beginnt beim Besuch des Papstes in Jerusalem, einer Station seiner 91. Auslandsreise, die zwischen dem 20. und 26. März 2000 stattfand.
An der Klagemauer bittet er um Vergebung für die Sünden der Kirche, ehe er sich allein in die Grabeskirche zurückzieht. Hier erinnert er sich im Gebet an die Stationen seines Lebens.
In jungen Jahren verlor er seine Mutter und seinen geliebten Bruder Edmund. Er musste mitansehen, wie sein geliebtes Heimatland Polen von den Nationalsozialisten annektiert wurde. Dennoch galt sein Leben stets der Liebe zu Jesus von Nazareth und der Gottesmutter Maria.
Er lässt sich zum Priester weihen, wird Erzbischof von Krakau und beginnt den Kampf gegen Kommunismus und Unterdrückung. Am 16. Oktober 1978 wird Karol Wojtyła der 264. Papst der römisch-katholischen Kirche, der sich nun Johannes Paul II. nennt.
Der „polnische Papst“ schreibt mit dem zweitlängsten Pontifikat der Geschichte selbst Geschichte. Er überlebt das Attentat von Ali Ağca, lässt durch seinen Einfluss den Kommunismus zum Einsturz bringen und führt die Kirche ins 21. Jahrhundert.
Der Film endet mit dem Tod des Papstes am 2. April 2005.

## Hintergrund
Gedreht wurde in Litauen und zum Teil an Originalschauplätzen in Rom. Da Benedikt XVI. bereits der BBC erlaubt hatte, für ihre Darstellung des Lebens von Papst Johannes Paul II. im Vatikan zu drehen, mussten für diesen Film Szenen, die im Vatikan spielen, lediglich angedeutet werden und mit Originalaufnahmen gemischt werden.
Die deutschsprachige Erstausstrahlung fand am 1. März 2006 auf ATVplus statt.

## Filmfehler
Kardinal Stefan Wyszyński erwähnt gegenüber Karol Wojtyła, am Tag seiner Wahl zum Papst, dass der „deutsche Kardinal“ Franz König ihn im Konklave unterstützen wird. Kardinal König war jedoch Österreicher.
Wohl aus dramaturgischen Gründen wird die Auszählung der Stimmen im Konklave extrem vereinfacht und verkürzt dargestellt. Was im Film im Stillen von einem Kardinal vollzogen wird, ist in einem wirklichen Konklave von drei Anwesenden auszuführen, wobei jeder abgegebene Stimmzettel laut verlesen werden muss.
Die Sicht, wie das Konklave gezeigt wird, scheint vom Film über Papst Johannes XXIII. beeinflusst zu sein, denn die Szene ist ähnlich.
Erzbischof Óscar Romero wurde nicht wie im Film gezeigt während der Konsekration am Altar erschossen, sondern während einer Predigt vor dem Altar stehend.